# Лясково (Бургаська область)
Ля́сково (болг. Лясково) — село в Бургаській області Болгарії. Входить до складу громади Айтос.

## Населення
За даними перепису населення 2011 року у селі проживала 131 особа.
Національний склад населення села:
| Національність   | Кількість осіб | Відсоток |
| ---------------- | -------------- | -------- |
| болгари          | 127            | 96,9%    |
| інша             | 3              | 2,3%     |
| Всього відповіли | 131            |          |

Розподіл населення за віком у 2011 році:
Динаміка населення: